# 北村賢志
北村 賢志（きたむら けんし、1970年 - ）は、日本の文筆家・架空戦記家。戦史研究家。

## 来歴
著書の著者等紹介によると、千葉県生まれ、兵庫県で育つ。兵庫県立加古川東高等学校へて、近畿大学理工学部を卒業。大手電気工事会社に勤務する。
自身のプロフィールによると、小学校生の頃から読書が好きで、戦記物や仮想戦記を読み漁り、内容に関して抱いた疑問や不満を解消するために戦史の研究を始めたようである。戦史に対する独自の切り口と論理的分析が特徴である。

## 著書
- 日米もし戦わば―戦前戦中の「戦争論」を読む (2008年、光人社、ISBN 978-4769813880)
- 空想組織就職読本（2005年、文芸社、ISBN 978-4835589992）
- 戦前日本の「戦争論」 「来るべき戦争」はどう論じられていたか 光人社nf文庫　2019
- 虚構(バーチャル)戦記研究読本 戦術・作戦篇（1999年、光人社、ISBN 9784769809326）
- 虚構(バーチャル)戦記研究読本 兵器・戦略篇（1999年、光人社、ISBN 978-4769809333）